# Physospermopsis alepidioides
Physospermopsis alepidioides là một loài thực vật có hoa trong họ Hoa tán. Loài này được (H. Wolff & Hand.-Mazz.) Shan miêu tả khoa học đầu tiên năm 1941.